# Giovinezza

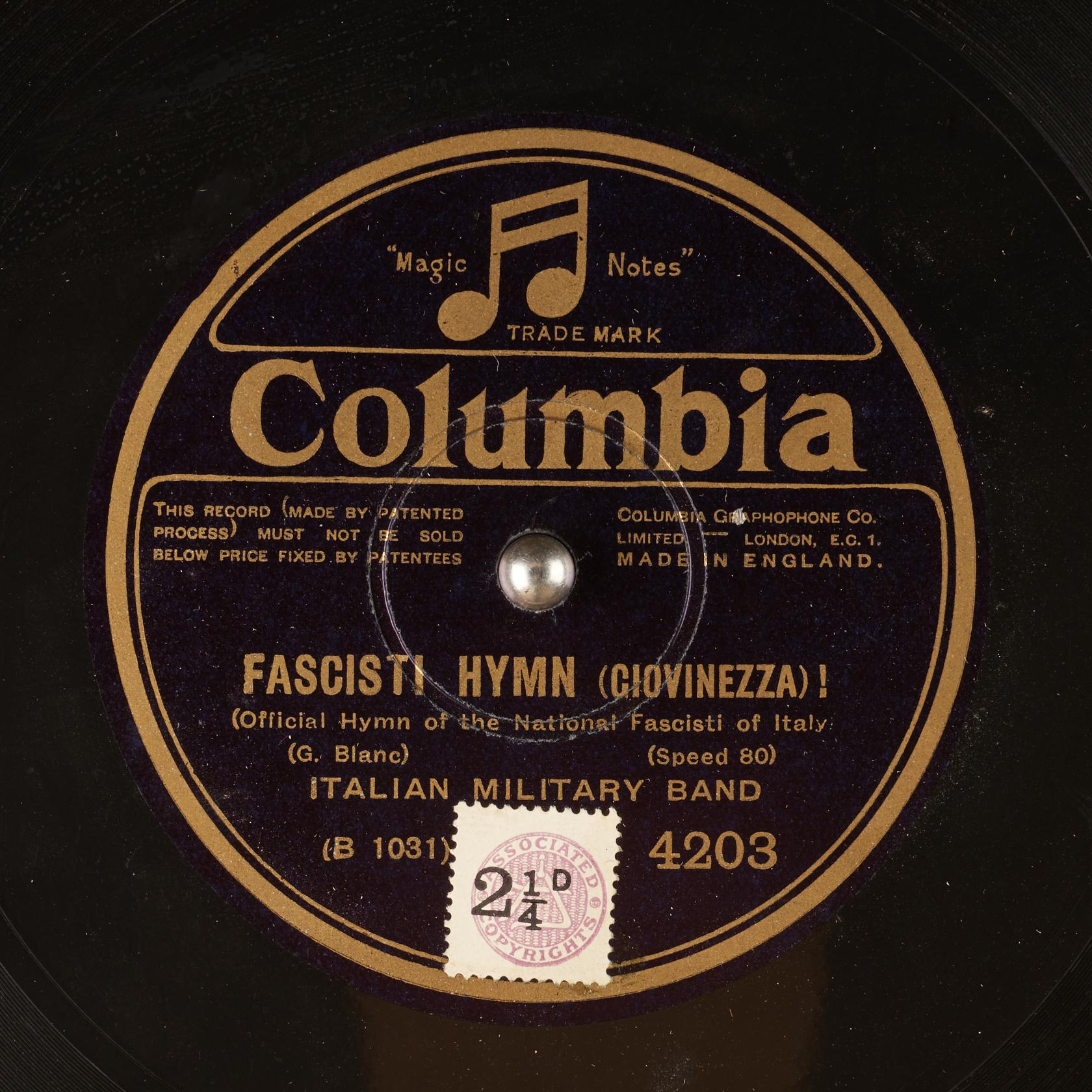
Вінілова платівка з піснею. 1927 рік

«Giovinezza» (з італійської Юнацтво) була офіційним гімном Італійської національної фашистської партії, режиму та армії, а також була неофіційним національним гімном Королівства Італія між 1924 і 1943 роками. Хоча часто співається з Королівським маршем, офіційним гімном, деякі джерела вважають що пісня «Юнацтво» мала витіснити (Inno della Patria) як фактичний національний гімн країни , на розчарування Віктора Еммануїла III — як потужний символ двовладдя між королем і Муссоліні . Згодом ця пісня стала офіційним гімном Італійської Соціальної Республіки .
Гімн, який був всюдисущим в Італії середини двадцятого століття, наголошував на молоді як темі фашистського руху та був одним із прикладів центральної ролі Ардіті у фашистському наративі.

## Історія
«Giovinezza» була створена юристом і композитором Джузеппе Бланком у 1909 році як " Il Commiato « (італ. „прощання“). Пізніше Блан також написав інші фашистські пісні, зокрема „Орли Риму“, оду Італійській імперії . Пісня, яка раніше була випускною піснею Туринського університету також популярною серед італійських солдатів в часи Першої світової війни, називалася „Inno degli Arditi“ (гімн Ардіті, корпусу італійської королівської армії під час Першої світової війни, члени якого масово приєдналися до фашистського руху). Далі гімн був популяризований масовими мітингами Габріеле д'Аннунціо у Фіуме .
Версія, виконана під час Маршу на Рим, була створена Дж. Кастальдо у 1921 році, використовувала оригінальну партитуру Джузеппе Блана та слова Марчелло Манні (починаючи з „Su compagni in forte schiere“). Після „Маршу на Рим“, де ця пісня була заспівана, Муссоліні доручив Сальватору Готті написати нову версію, яка була завершена у 1924 році.
Версія Готті обігрує фашистські теми, такі як молодь і націоналізм. Посилання на «Дух Аліг'єрі» є натяком на Данте Аліг'єрі, який позначає кордони Італії в затоці Кварнаро (Кварнер), включаючи провінцію Істрія, територію, надану Італії після Першої світової війни .
У 1943 році була написана нова версія, щоб відповідати новій нації . Слова були переписані, тому що переможний, щасливий тон старої версії не відповідав тону 600-денної громадянської війни, що тривала в Італії в той час.
Після капітуляції Італії в 1943 році союзники придушили гімн в Італії. У той час в Італії не було національного гімну, поки " Il Canto degli Italiani " не було тимчасово обрано, коли Італія стала республікою 12 жовтня 1946 року. Цей гімн став офіційно закріпленим законом лише 4 грудня 2017 року.

## Слова пісень

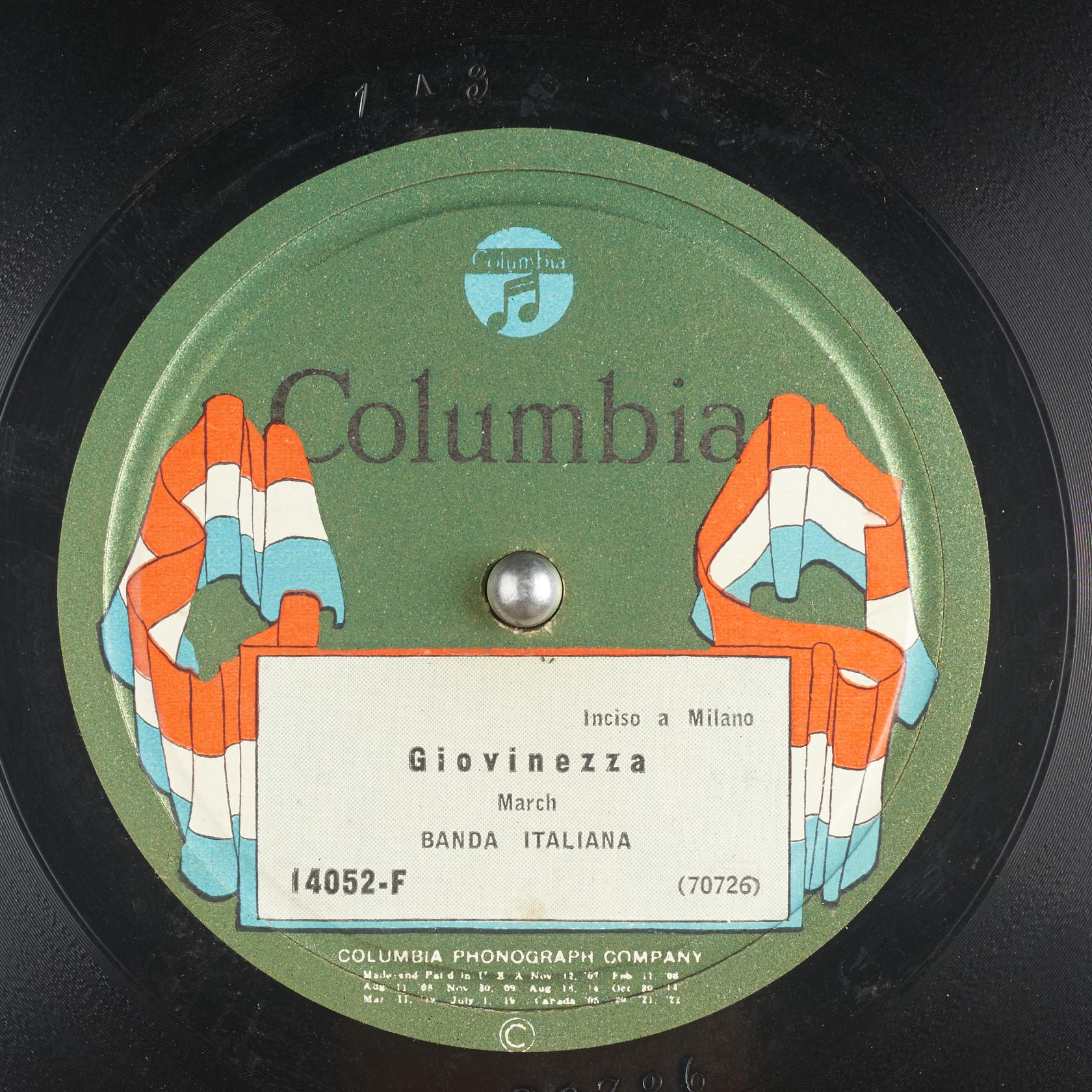
Вінілова платівка з піснею 1920 року. Виконання Banda Italiana

### Версія 1919 року
| Оригінал Італійською Su, compagni in forti schiere, Marciam verso l'avvenire, Siam falangi audaci e fiere, Pronte a osare, pronte a ardire. Trionfi alfine l'ideale, Per cui tanto combattemmo: Fratellanza nazionale D'italiana civiltà. Giovinezza, giovinezza, Primavera di bellezza, Nel Fascismo è la salvezza Della nostra libertà. Non più ignava nè avvilita Resti ancor la nostra gente, Si ridesti a nuova vita Di splendore più possente. Su, leviamo alta la face Che c'illumini il cammino, Nel lavoro e nella pace Sia la verà libertà. Giovinezza, giovinezza, Primavera di bellezza, Nel Fascismo è la salvezza Della nostra libertà. Maledetto fu il cilicio Che condusse all'eroismo, Fu schernito il sacrificio Dal novello Socialismo. Sorgi, o popolo sovrano, Su dall'Alpi di Salvore, Fino al siculo vulcano, Che or si vince oppur si muor. Giovinezza, giovinezza, Primavera di bellezza, Nel Fascismo è la salvezza Della nostra libertà. Nelle veglie di trincea, Cupo vento di mitraglia Ci ravvolse alla bandiera, Che agitammo alla battaglia. Vittoriosa al nuovo sole: Stretti a lei dobbiam lottare, È l'Italia che lo vuole, Per l'Italia vincerem! Giovinezza, giovinezza Primavera di bellezza, Nel Fascismo è la salvezza Della nostra libertà. Sorgi alfin lavoratore, Giunto è il dì della riscossa, Ti frodarono il sudore Con l'appello alla sommossa. Giù le bende ai traditori che ti strinsero a catena; alla gogna gl'impostori delle asiatiche virtù. Giovinezza, giovinezza, Primavera di bellezza, Nel Fascismo è la salvezza Della nostra libertà. |

### Версія 1924 року
| Куплет  | Італійською | Український переклад(поетичний) |
| ------- | --- | --- |
| 1       | Salve o popolo di eroi, salve o Patria immortale, son rinati i figli tuoi con la fe' nell'ideale. Il valor dei tuoi guerrieri, la virtù dei pionieri, la vision dell'Alighieri, oggi brilla in tutti i cuor.  | Слава, нації героїв, Слава вітчині безсмертній! Знов зродились сини твої З ідеалами й метою. У хоробрості висотній, У провідників чесноті, Дух священний Алігʼєрі, Засияє у серцях! |
| Приспів | 𝄆 Giovinezza, Giovinezza, Primavera di bellezza, della vita nell'asprezza il tuo canto squilla e va! 𝄇 | 𝄆 Юнацтво, юнацтво, Весна краси квітне рясно, Най же пісня лине ясно Попри скруту і лиха! 𝄇                                                                                         |
| 2       | Nell'Italia nei confini, son rifatti gli Italiani, li ha rifatti Mussolini per la guerra di domani. Per la gloria del lavoro, per la pace e per l'alloro, per la gogna di coloro che la Patria rinnegar.      | В країні італійській, Італійці встали нові Муссоліні перековані, До війни згуртовані. На роботи славу вічну, На вітчизну віковічну, Нехай згине, той навіки Хто країну продавав!    |
| Приспів | | |
| 3       | I poeti e gli artigiani, i signori e i contadini, con orgoglio d'Italiani giuran fede a Mussolini. Non v'è povero quartiere, che non mandi le sue schiere, che non spieghi le bandiere del Fascismo redentor. | І ремісники, поети, І пани та міщани З гідністю італійців, Присягнули Муссоліні. Вже бідаки по округах Повставали проти панів І пліч-о-пліч, марширують Стяг фашизму розгорта!      |
| Приспів | | |

### Версія 1943 року
| Оригінал Італійською Allorché dalla trincera suona l'ora di battaglia, sempre è prima Fiamma Nera che terribile si scaglia col pugnale nella mano con la fede dentro il cuore: essa avanza, va lontano con la gloria e di valor! Giovinezza, giovinezza, primavera di belleza, della vita nell'asprezza il tuo canto squilla e va! Per Benito Mussolini: Eja, eja, alalà! Col pugnale e colla bomba nella vita del terrore quando l'obice rimbomba non mi trema in petto il cuore. La mia splendida bandiera è d'un unico colore, è una fiamma tutta nera che divampa in ogni cuor! Giovinezza, giovinezza, primavera di belleza, della vita nell'asprezza il tuo canto squilla e va! Per Benito Mussolini: Eja, eja, alalà! Del pugnale al fiero lampo della bomba al gran fragore, tutti avanti, tutti al campo: qui si vince oppur si muore! Sono giovane e son forte, non mi trema in petto il cuore: sorridendo vo alla morte pria d'andar al disonor! Giovinezza, giovinezza, primavera di belleza, della vita nell'asprezza il tuo canto squilla e va! Per Benito Mussolini: Eja, eja, alalà! |

## Виконання
«Giovinezza» грали «з найменшим приводом» на спортивних заходах, у фільмах та інших публічних заходах. Часто були негативні( не рідко насильницькі) наслідки для тих, хто відмовлявся співати пісню Навіть над іноземцями знущалися чорносорочечники, якщо вони не знімали капелюхів і не виявляли поваги під час гри «Giovinezza».
У 1930-х роках «Giovinezza» став офіційним гімном італійської армії. Шкільний день потрібно було розпочати або «Giovinezza», або «Balilla», піснею Національної опери Балілья . Слабка записана версія гімну, що грає на фоні каплиці фашистських мучеників на виставці фашистської революції .
Була німецька пісня з німецьким текстом, покладена на ту саму мелодію, що й Giovinezza; «Hitlerleute» (Гітлерівці) замість «Giovinezza».  Японський переклад Giovinezza, «黒シャツ党の歌» (букв. пісня партії чорносорочечників) і «ファシストの歌» (букв. фашистська пісня), був створений на честь Троїстого пакту та використовувався в японському закордонному мовленні .
Італійський тенор Беньяміно Джільї записав «Giovinezza» у 1937 році, хоча гімн помітно вилучено з його «Edizione Integrale», випущеної EMI . «Giovinezza» була виконана після інавгурації фашистського парламенту в 1924 році (за законом Ачербо) і передувала нацистській радіопередачі, яка оголосила про створення Італійської Соціальної Республіки .
«Giovinezza» була заспівана 12 березня 1939 року, в день коронації Папи Пія XII, Палатинською гвардією Папи . Після завершення останньої церемонії його папської коронації Пій XII відправився відпочити в Латеранський палац . Пісню також заспівали під час публічного дружнього спілкування між гвардійцями Палатину та італійськими гвардійцями: «Палатинські та італійські гвардійці обмінялися люб'язностями, перший грав фашистський гімн „Giovinezza“, а другий — папський гімн». Цей інцидент, який не був частиною церемонії коронації і відбувся без відома чи схвалення Папи Пія XII, іноді використовують, щоб зобразити Пія XII як криптофашиста .

### Тосканіні
Артуро Тосканіні (який раніше балотувався як кандидат у парламент від фашистів у 1919 році і якого Муссоліні назвав «найвидатнішим диригентом у світі»), зокрема, кілька разів відмовлявся диригувати «Giovinezza». Тосканіні відмовився грати пісню в Мілані в 1922 році, а потім і в Байройті, що принесло йому визнання антифашистів по всій Європі. Муссоліні не був присутній на прем'єрі опери Пуччіні « Турандот» 15 квітня 1926 року – на запрошення керівництва Ла Скала – тому що Тосканіні не грав Giovinezza перед виставою. Зрештою, Тосканіні відмовився диригувати «Giovinezza» на травневому концерті 1931 року в Болоньї, згодом був розбитий групою чорносорочечників і після цього залишив Італію до закінчення Другої світової війни .

## Стосунок до Marcia Reale
Королівський марш часто передував «Giovinezza» в офіційних випадках, як того вимагали офіційні правила після невдалої спроби об'єднати дві пісні. Багато хто вважав Королівський марш «довгим і кричущим», і ці недоліки були чітко підкреслені послідовними церемоніальними презентаціями. «Giovinezza» використовувалося як підпис на італійському радіо за Муссоліні; після усунення Муссоліні в 1943 році італійське радіо вперше за 21 рік випустило лише королівський марш " Marcia Reale ".